# فینال لیگ قهرمانان اقیانوسیه ۲۰۱۶
فینال لیگ قهرمانان اقیانوسیه ۲۰۱۶ بازی نهایی لیگ قهرمانان اقیانوسیه ۲۰۱۶ بود، پانزدهمین دوره مسابقات قهرمانی باشگاه‌های اقیانوسیه، مسابقات فوتبال باشگاهی برتر در اقیانوسیه بود که توسط کنفدراسیون فوتبال اقیانوسیه (اواف‌سی) سازماندهی شد و دهمین فصل با نام فعلی لیگ قهرمانان اقیانوسیه بود.
فینال بین دو تیم نیوزیلندی، اوکلند سیتی و تیم ولینگتون برگزار شد. این بازی در ورزشگاه نورث هاربر در اوکلند در ۲۳ آوریل ۲۰۱۶ برگزار شد. برنده حق نمایندگی اواف‌سی در جام باشگاه‌های جهان ۲۰۱۶ را به دست آورد و در مرحله پلی آف شرکت کرد.
اوکلند سیتی، تیم ولینگتون را ۳–۰ شکست داد و ششمین قهرمانی متوالی و هشتمین قهرمانی لیگ قهرمانان اقیانوسیه خود را کسب کرد.

## پیش زمینه
این فینال، تکرار فینال فصل قبل بود که اوکلند سیتی در آن ۴–۳ در ضربات پنالتی (۱–۱ بعد از وقت اضافه) برنده شد.

## مسابقه
| اوکلند سیتی                  | ۳–۰   | تیم ولینگتون |
| ---------------------------- | ----- | ------------ |
| لیائالافا ۲'، ۸۴' · لویس ۶۷' | گزارش |              |

| اوکلند سیتی | تیم ولینگتون |